# Paseo de la Castellana

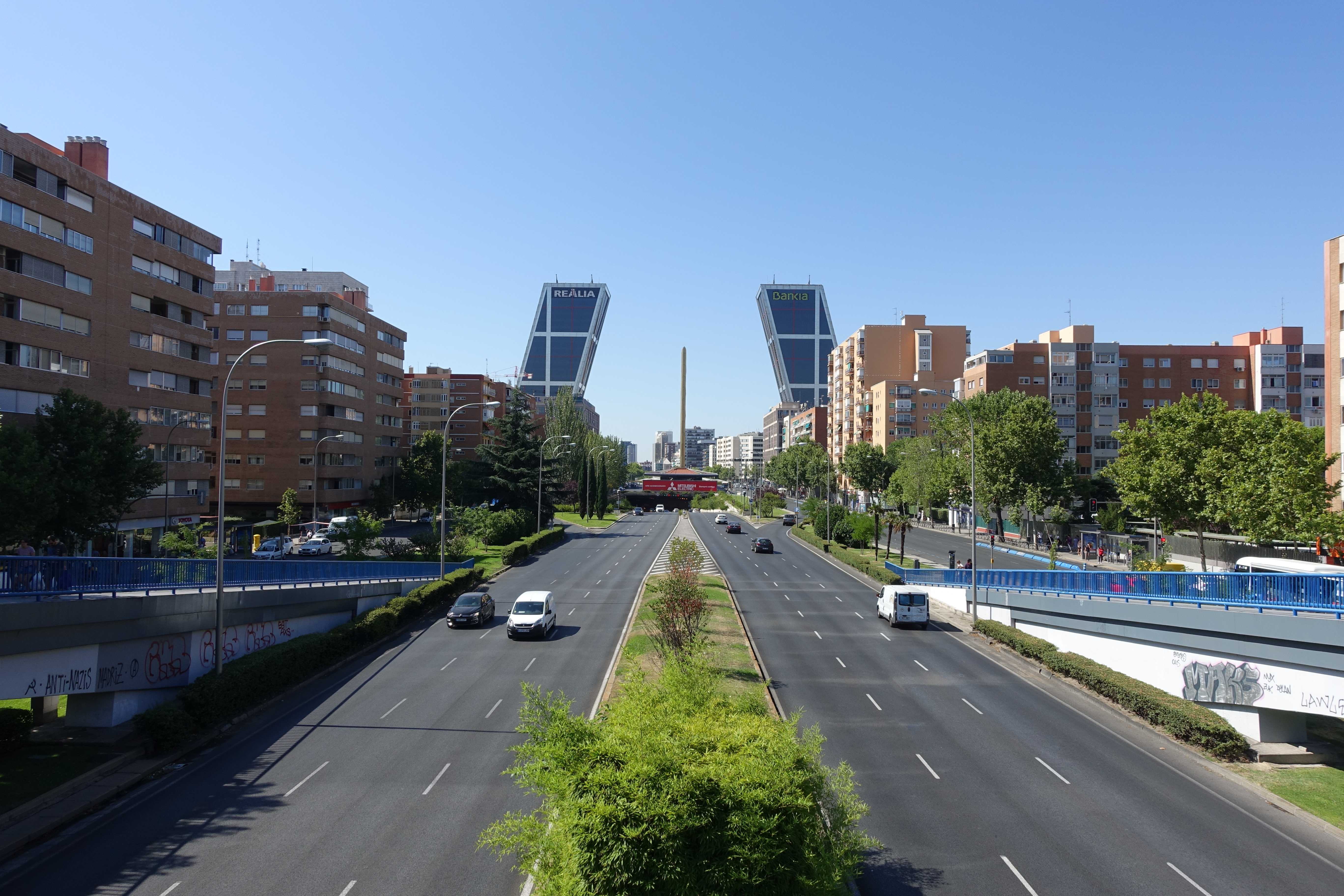
Paseo de la Castellana mit Puerta de Europa, August 2019

Der Paseo de la Castellana ist eine der wichtigsten Hauptstraßen von Madrid, Spanien. Derzeit weist die rund 5,4 Kilometer lange Straße sechs zentrale Spuren (jeweils drei in jede Richtung) sowie weitere vier Seitenspuren (zwei in jede Richtung) auf. Der Paseo de la Castellana bildet die Fortsetzung des Paseo de Recoletos und verläuft von der Plaza de Colón (deutsch: Kolumbusplatz) in der Stadtmitte bis zum sogenannten Nudo Norte („Nord-Knoten“) im Norden von Madrid. Der Straßenverlauf entspricht dem eines früheren Flussbettes. Im Rahmen eines städtebaulichen Entwicklungsprojektes mit der Bezeichnung Operación Chamartín (benannt nach dem nördlichen Madrider Stadtteil Chamartín) ist geplant, den Paseo de la Castellana in Richtung Norden noch einmal zu verlängern. 
Ebenfalls im Norden durchquert die Straße einen der bedeutendsten Plätze in Madrid, die Plaza de Castilla (gesäumt von den Türmen der Puerta de Europa). An der Straße liegen der Ministerialkomplex Nuevos Ministerios, das Estadio Santiago Bernabéu, das Museo Nacional de Ciencias Naturales sowie die Finanz- und Einkaufszentren AZCA und links seit 2008 die Wolkenkratzergruppe Cuatro Torres Business Area (auf deren Gründen sich bis 2004 das ehemalige Trainingsgelände von Real Madrid befand).